# Luzonogryllus annulipes
Luzonogryllus annulipes är en insektsart som först beskrevs av Bolívar, I. 1889.  Luzonogryllus annulipes ingår i släktet Luzonogryllus och familjen syrsor. Inga underarter finns listade i Catalogue of Life.